# Woolverstone Hall

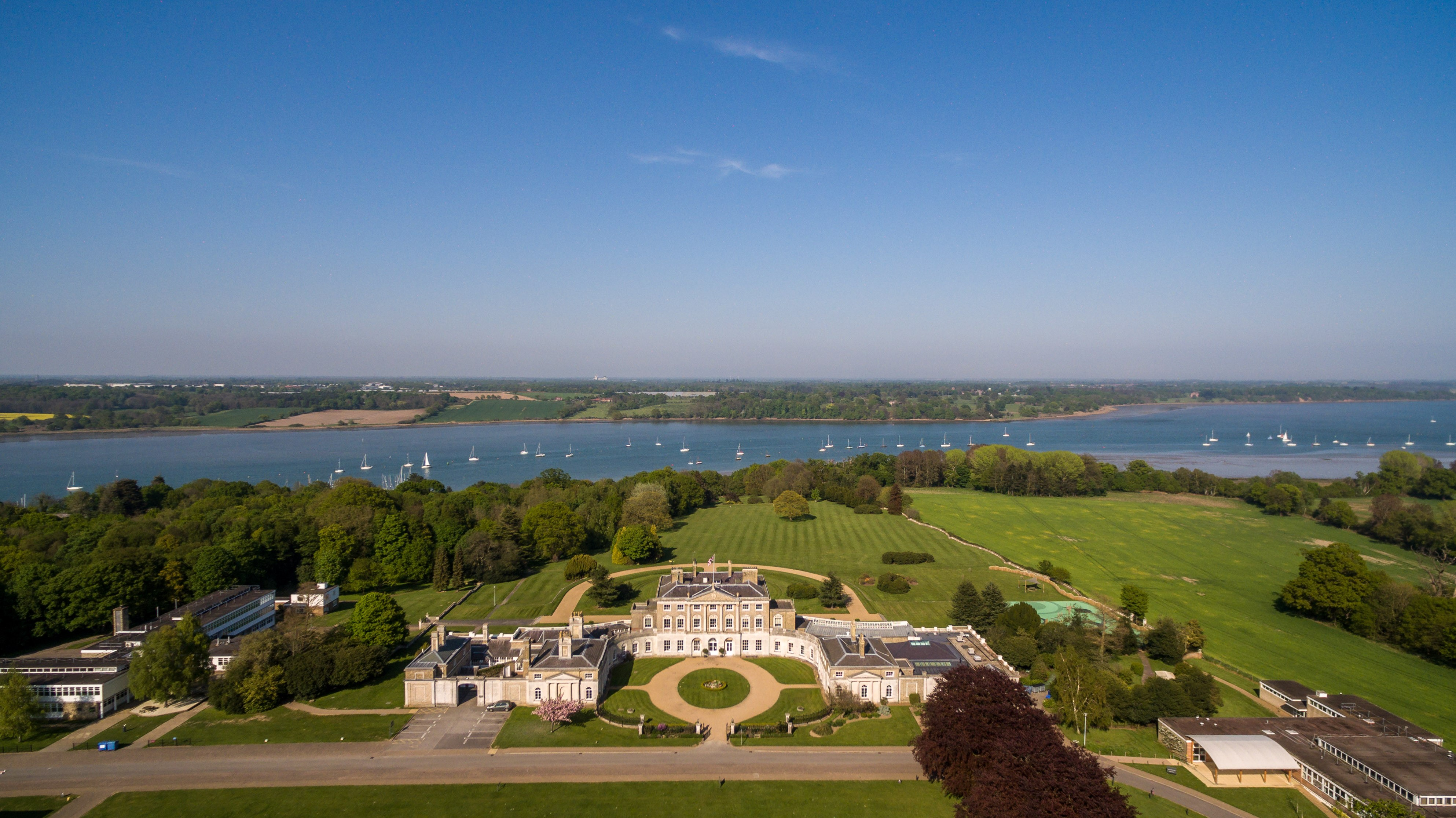
Woolverstone Hall sur les rives de la rivière Orwell

Woolverstone Hall est une grande maison de campagne, maintenant utilisée comme école et disponible parfois comme salle de réception, située au sud du centre d'Ipswich, Suffolk, Angleterre. Elle est située sur un parc de 80 acres sur les rives de la rivière Orwell. Construit en 1776 pour William Berners par l'architecte John Johnson (architecte) (en) de Leicestershire, c'est un exemple exceptionnel de l'architecture palladienne anglaise et est un bâtiment classé Grade I tandis que les bâtiments associés sont de Grade II. De 1951 à 1990, il abrite la Woolverstone Hall School, un internat géré par le London County Council (LCC).

## Histoire
Le nom viendrait du fait qu'un chef viking nommé Wulf a sacrifié un villageois indigène sur une pierre monolithique glaciaire, donnant naissance au nom de pierre de Wulf . Le Domesday Book enregistre deux manoirs dans la région  qui sont fusionnés au XIIIe siècle et occupés par plusieurs familles jusqu'en 1773, date à laquelle il est acheté pour 14 000 £ par William Berners (décédé en 1783),. William Berners possède Berners Street à Londres, connue plus tard pour le canular de Berners Street. Il construit Woolverstone Hall en 1776. Un obélisque est érigé en 1793 à la mémoire de William par son fils, Charles Berners (1767-1831), haut shérif de Suffolk, qui est endommagée et démolie pendant la Seconde Guerre mondiale. En 1823, des modifications et des ajouts sont effectués par Thomas Hoppe, notamment sur les ailes latérales.
Le domaine passe au frère de Charles et, dans les années 1880, à Henry Denny Berners, archidiacre de Suffolk, qui réside à Woolverstone Hall. Son fils John est le propriétaire suivant, et en 1886 son frère, Hugh Berners (décédé en 1891), un capitaine de la Royal Navy, hérite. Le domaine devient le siège de Charles Hugh Berners, grand intendant de Harwich, Essex arrière-petit-fils de William Berners . Le manoir est vendu à l'Université d'Oxford en 1937. Il est réquisitionné comme établissement de formation navale pendant la Seconde Guerre mondiale et, en 1950, le London County Council le reprend en tant qu'internat pour garçons - Woolverstone Hall School. En 1992, la propriété est vendue au Girls' Day School Trust, qui déménage le lycée d'Ipswich à Woolverstone Hall. En 2017, la propriété et l'école sont achetées par Ipswich Education Ltd et London & Oxford Group .
Woolverstone Hall devient un bâtiment classé Grade I le 22 février 1955.

## Architecture et aménagements

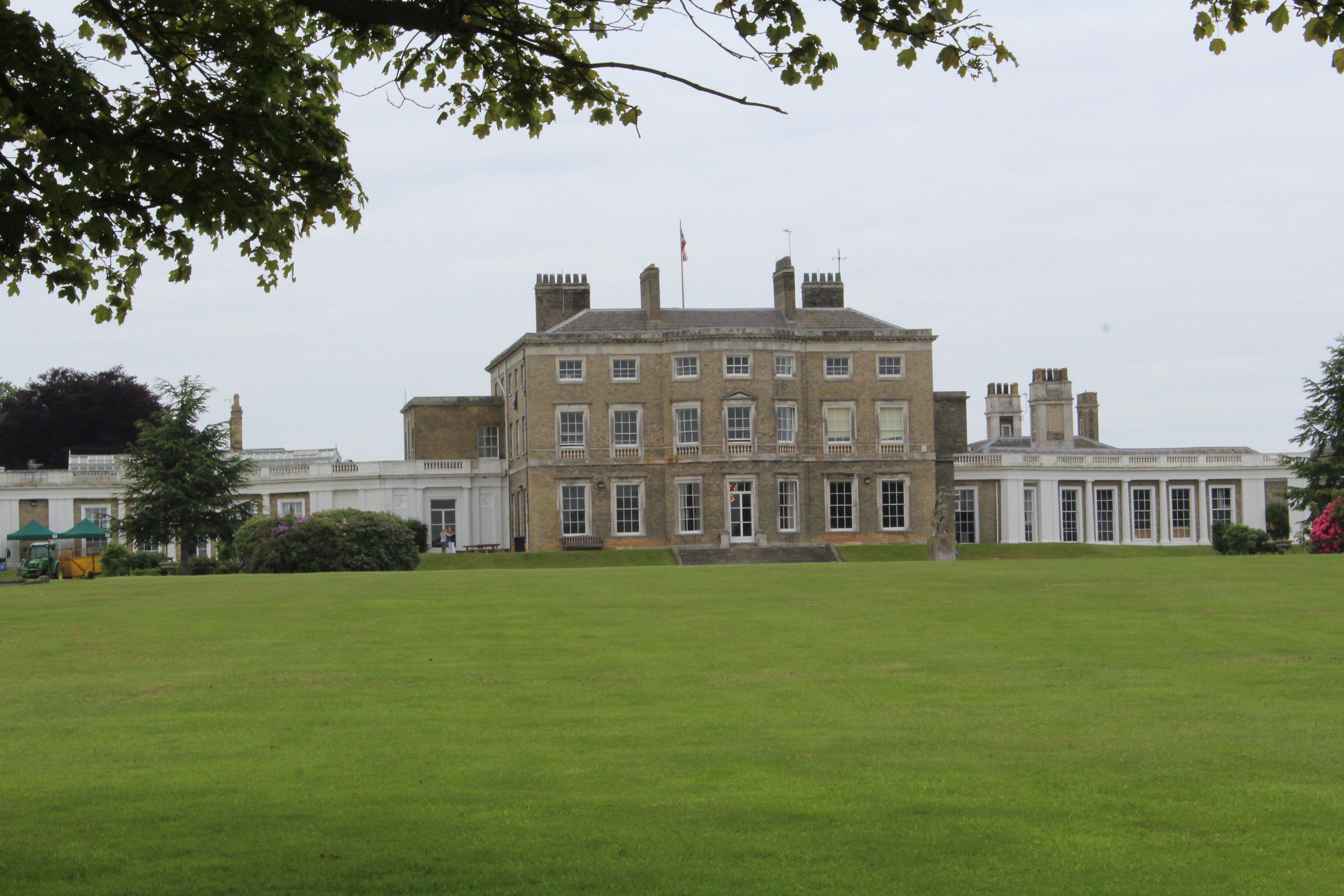
Vue arrière du Woolverstone Hall

Woolverstone Hall comprend un bloc central avec des ailes flanquantes reliées par des colonnades. Le bloc central est de trois étages: un sous-sol, un premier étage et un grenier, et a en son centre avant, un fronton soutenu par quatre colonnes ioniques. La maison est construite en briques de Woolpit, avec des ornements en pierre de Coade. Les principaux espaces de vie se trouvaient à l'origine dans le bloc central tandis que les ailes contenaient des bureaux, la cuisine, les garde-manger, la buanderie et une brasserie. Une rénovation du XXe siècle a ajouté des liaisons à une seule baie de deux étages aux ailes et au grenier.
À l'intérieur, le bâtiment contient encore les cheminées d'origine de style Adam et les plafonds décorés de feuilles d'or. Le modeste escalier a une balustrade en chèvrefeuille en fer forgé.
Les appartements contiennent une collection de peintures d'artistes anciens et modernes. La salle de musique a été transformée en bibliothèque.
Situé à l'origine dans un parc boisé de 400 acres s'étendant jusqu'à la rivière Orwell, il est en face d'Orwell Park  et contenait un troupeau de daims. La façade incurvée offre une vue sur le fleuve et la rive Nacton.